# Liste des seigneurs de Ham
D'après Charles Gomart, les seigneurs de Ham ont été du Xe au XVIIe siècle.

## Liste des différents seigneurs
| Nom                             | Début du règne | Fin du règne | Notes |
| ------------------------------- | -------------- | ------------ | --- |
| Symon                           | 986            | ?            | Châtelain de Ham, issu de la Maison de Vermandois, descendante de Charlemagne.                                                                                      |
| Yves                            | 1055           | 1089         | Fils de Symon. |
| Odon Ier                        | 1060           | 1089 ?       | |
| Odon II Pied de Loup            | 1060           | 1089 ?       | Fondateur de l'Abbaye Notre-Dame de Ham. |
| Roger                           |                |              | Châtelain de Ham |
| Mathieu de Ham                  |                |              | |
| Gérard                          | 1144           | 1148         | Fils d'Odon II. |
| Lancelin                        | 1148           | 1160         | Frère de Gérard |
| Odon III                        | 1176           | 1215         | Fils de Lancelin. Participa à la quatrième croisade et à la prise de Constantinople en 1204.                                                                        |
| Wautier                         |                |              | Châtelain de Ham. |
| Odon IV                         | 1216           | 1234         | Baron de Ham. Fit reconstruire de château-fort de Ham. |
| Odon V                          | 1234           | 1260         | |
| Jean Ier                        |                |              | Fils d'Odon V. |
| Jean II le Jeune                | 1244           | 1269         | |
| Jean III                        | 1275           | 1283         | |
| Odon VI                         | 1287           | 1307         | Seigneur de Ham et de Marteville. |
| Oudart Ier                      | 1308           | 1326         | Seigneur de Ham et de Marteville. |
| Oudart II                       | 1326           | 1348         | Seigneur de Ham, Conseiller du roi, Gouverneur du bailliage d'Amiens, juge en la Cour de Saint-Quentin.                                                             |
| Jean IV                         | 1349           | 1374         | Dernier seigneur de Ham issu de la famille de Vermandois. |
| Marie de Ham                    |                |              | Fille de Jean IV épousa Enguerrand VII de Coucy |
| Enguerrand VII de Coucy         |                | 1397         | Sire de Coucy et de Ham, épousa en secondes noces Isabelle d'Angleterre, fille d'Édouard III. Il acquit, selon toute vraisemblance la seigneurie de Ham par rachat. |
| Marie de Coucy, Dame de Ham     |                | 1404         | Fille d'Enguerrand VII épousa Henri de Bar. Elle vendit une partie de ses domaines à Louis d'Orléans.                                                               |
| Louis d'Orléans                 |                | 1407         | Seigneur de Ham jusqu'à sa mort. |
| Isabelle de Coucy, Dame de Ham  | 1408           | 1411         | Fille d'Enguerrand VII et d'Isabeau de Lorraine, demi-sœur de Marie de Coucy obtint par décision de la Haute Cour, la seigneurie de Ham.                            |
| Charles d'Orléans               | 1411           | 1413         | Fils de Louis d'Orléans rentra en possession de la seigneurie de Ham.                                                                                               |
| Robert de Bar                   | 1413           | 1415         | Neveu de Marie de Coucy et de Henri de Bar héritier légitime rentra en possession de la seigneurie de Ham.                                                          |
| Jeanne de Béthune               | 1415           | 1437         | Veuve de Robert de Bar. |
| Jean II de Luxembourg-Ligny     | 1437           | 1440         | Époux de Jeanne de Béthune, qui lui fit donation de la seigneurie de Ham.                                                                                           |
| Jeanne de Bar                   | 1450           | 1462         | Fille de Jeanne de Béthune et de Robert de Bar, hérita de la seigneurie de Ham à la mort de sa mère.                                                                |
| Louis de Luxembourg-Saint-Pol   | 1462           | 1475         | Connétable de Saint-Pol, époux de Jeanne de Bar. |
| Charles le Téméraire            | 1475           | 1476         | Duc de Bourgogne, hérite de la seigneurie de Ham par convention avec Louis XI qui reprit par les armes la place de Ham.                                             |
| Pierre de Rohan                 | 1476           |              | Duc de Nemours, comte de Guise et de Soissons, Maréchal de France.                                                                                                  |
| Pierre de Luxembourg            |                | 1482         | Fils du Connétable de Saint-Pol, seigneur de Ham. |
| Marie de Luxembourg (1462-1546) | 1487           | 1546         | Fille de Pierre de Luxembourg et de Marguerite de Savoie. Epouse de François de Bourbon-Vendôme.                                                                    |
| Antoine de Bourbon              | 1546           | 1562         | Fils de Charles de Bourbon lui-même fils de Marie de Luxembourg et de François de Bourbon mort en 1495.                                                             |
| Henri de Navarre                | 1562           | 1610         | Fils d'Antoine de Bourbon et de Jeanne d'Albret, reine de Navarre. Son accession au trône de France en 1589 réunit la seigneurie de Ham à la couronne.              |